# Беляускас, Владас Юргевич
Владас Юргевич Беляускас (6 января 1917 года, Мажишкес, Литовская Республика — 18 июня 1983 года, Вильнюс, СССР) — советский хозяйственный, государственный и политический деятель.
Родился в деревне Мажишкес в Шакяйском районе.
С 1934 года — подпольный коммунистический деятель в Литве. После вхождения республики в СССР — член КПСС, работник НКВД Литовской ССР, участник Великой Отечественной войны, комиссар партизанского отряда. Был первым секретарём Шакяйского и Каунасского уездных комитетов КП(б) Литвы, первым секретарём Вилиямпольского райкома КП(б) Литвы города Каунаса, первым секретарём Вилькийского райкома КП(б) Литвы, секретарём Каунасского облисполкома, директором ВДНХ Литвы, начальником отдела Министерства социального обеспечения Литовской ССР.